# Amyema maidenii
Amyema maidenii är en tvåhjärtbladig växtart. Amyema maidenii ingår i släktet Amyema och familjen Loranthaceae.

## Underarter
Arten delas in i följande underarter:
- A. m. angustifolium
- A. m. maidenii